# Инна (имя)
И́нна (др.-греч. Ἰννᾶς) — женское русское личное имя неясного происхождения. Это имя в России получило популярность в XX веке.
По одной из версий, первоначально было мужским именем наряду с Пинной и Риммой. В дальнейшем мужское имя из-за окончания «а» ошибочно посчитали женским и стали брать из святцев для наречения девочек.
Также считается «Инна, Ина» заимствованием из болгарского и сокращениями от имён Агриппина, Ангелина, Катерина и других.

## Именины
- Православные (в качестве мужского имени)[1]: 2 февраля, 3 июля.

## Иноязычные варианты
- бел. Іна[2]
- болг. Ина, Инна[2]
- укр. Інна[2]